# Ramazan Bashardost
Ramazan Bashardost (Dari: داکتر رمضان بشردوست; Distrito de Qarabagh, Afganistán, 1965) es un abogado y político afgano. Sirvió como Ministro de Planificación y miembro de la Asamblea Nacional entre 2005 y 2021. 

## Biografía
Perteneciente a la etnia Hazara, nació en el distrito de Qarabagh, provincia de Ghazni, en una familia de empleados gubernamentales respetados. Realizó sus estudios primarios y secundarios en Qarabagh y luego en Maimana, capital de Fariyab, en Afganistán septentrional. Meses después de la Revolución de 1978, dejó Afganistán y viajó a Irán, donde terminó el colegio y de allí emigró a Pakistán.
En 1983, dejó Pakistán para ir a Francia, donde pasó más de 20 años y donde obtuvo títulos universitarios en derecho y ciencias políticas. En 1989 se inscribió en la Universidad de Grenoble, donde realizó su Maestría en Derecho. En 1990 realizó su Maestría en Diplomacia en la Universidad de París. En 1992, sacó su maestría en ciencias políticas. En 1995, Bashardost recibió su título de doctorado en derecho de la Universidad de Toulouse. Escribió su tesis sobre el papel de Naciones Unidas contra la invasión soviética de Afganistán.
Fue candidato independiente a las elecciones presidenciales afganas del 2009, quedando en tercer puesto.